# Esperanza (chanson de Charles Aznavour)
Pour les articles homonymes, voir Esperanza.
Esperanza est une chanson enregistrée en 1961 par Charles Aznavour. Les paroles françaises sont écrites par Aznavour, et la musique est de Ramón Cabrera Argotes. 
Dans les pays hispanophones, plusieurs interprétations en espagnol sont connues, notamment celle de Nino de Murcia, ainsi que la version française d'Aznavour
.

## Versions
- Antonio Machín
- Digno García (es), 1970
- Enrique Montoya (es), 1959
- Niño de Murcia (es), 1961
- Johnny Forsell (fi), 1962
- Los Machucambos, 1962
- Los Matecoco, 1962
- Ralf Carsten, paroles allemandes de Loose, 1962
- Manuel de Gomez y su orquesta tipica, 1963
- Ping Ping (Al Verlane et ses Montebello), 1962
- Orchestre des Champs-Élysées, 1966
- Les Scarlets
- Charlie Level et Les Carnaval's
- Didier Boland et L'Orchestre des rois, avec les chœurs « Gilles », PBM France